# Orden vom Niederländischen Löwen

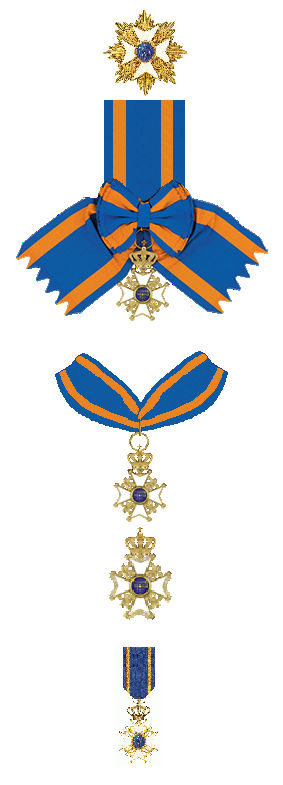
Stern zum Großkreuz, Großkreuz, Kommandeurkreuz, Ritterkreuz (v. o. n. u.)

Der Orden vom Niederländischen Löwen, niederländisch Orde van de Nederlandse Leeuw, wurde am 29. September 1815 durch Wilhelm I., König der Niederlande, gestiftet. Er ist der höchste zivile Verdienstorden und nach dem Militär-Wilhelms-Orden der zweitälteste Ritterorden der Niederlande. Großmeister ist der König der Niederlande, der unter der Verantwortung des Ministerrates die Ernennungen vornimmt.
Der Orden wird an Personen mit außergewöhnlichen Verdiensten um das Gemeinwesen verliehen, vor allem Künstlern, Wissenschaftlern und erfolgreichen Sportlern. Einige prominente niederländische Politiker wurden zum Kommandeur oder sogar zum Großkreuzritter ernannt, was sonst meistens Staatsoberhäuptern vorbehalten ist. Niederländische königliche Prinzen und Prinzessinnen werden an dem Tag, an dem sie das 18. Lebensjahr vollendet haben, als Großkreuzritter in diesen Orden aufgenommen.

## Ordensklassen
Der Orden vom Niederländischen Löwen wird heute in drei Ordensklassen verliehen:
- Großkreuzritter des Ordens vom Niederländischen Löwen
- Kommandeur des Ordens vom Niederländischen Löwen
- Ritter des Ordens vom Niederländischen Löwen
- Ordensbruder, 1994 erloschen und aufgehoben

## Ordensdekoration
Die Ordensdekoration ist ein achtspitziges goldgerändertes Johanniterkreuz aus weißer Email. Die Kreuzspitzen tragen kleine goldene Kugeln. Zwischen den Armen ist der Buchstabe „W“ in Gold. Das runde Mittelschild ist auf beiden Seiten in blauer Emaille und ist in einem goldenen Rand gefasst. Eine Seite zeigt den aufrechten niederländischen Löwe in Gold. Die andere Seite zeigt die Ordensdevise „Virtus nobilitat“.

## Ordensband und Trageweise
Das Ordensband ist dunkelblau und hat an den Seiten je einen orangefarbenen Streifen. Das Großkreuz wird am Schulterband von der rechten Schulter zur linken Hüftseite getragen. Das Kommandeurskreuz wird am Hals, das Ritterkreuz auf der linken Brustseite getragen.
Zum Großkreuz wird ein großer vergoldeter Bruststern aus Silber getragen.